# Bir Haddada
Bir Haddada è un comune dell'Algeria, situato nella provincia di Sétif.